# Иствик (телесериал)
«Иствик» (англ. Eastwick) — американский телесериал, основанный на романе Джона Апдайка «Иствикские ведьмы». Сериал разработала Мэгги Фридман, а главные роли в нём исполнили Линдсей Прайс, Джейми Рэй Ньюман, Ребекка Ромейн и Пол Гросс. «Иствик» стартовал на канале ABC 23 сентября 2009 и был закрыт спустя месяц после премьеры из-за низких рейтингов.

## Синопсис
Сериал рассказывает о трёх молодых девушках, которых изрядно потрепала жизнь. Они живут в маленьком городке Иствик. Тоска и отчаяние подталкивают их загадать своё желание. На следующий день в городе появляется таинственный человек, Дэррил Ван Хорн. Он начинает ухаживать за девушками по очереди и рассказывать о том, что в них заложены таинственные сверхспособности.

## Актёры и персонажи

### Основной состав
- Линдсей Прайс — Джоанна Фрэнкель
- Джейми Рэй Ньюман — Кэт Гарденер
- Ребекка Ромейн — Роксанна Торколетти
- Пол Гросс — Дэррил Ван Хорн
- Сара Рю — Пенни Хиггинс
- Эшли Бенсон — Майа Торколетти
- Джон Бернтал — Рэймонд
- Йохан Урб — Уилл Дэвид
- Вероника Картрайт — Бан Уэйверли

### Второстепенный состав
- Мэтт Даллас — Чед
- Джек Хьюстон — Джейми
- Даррен Крисс — Джош Бертон

## Реакция

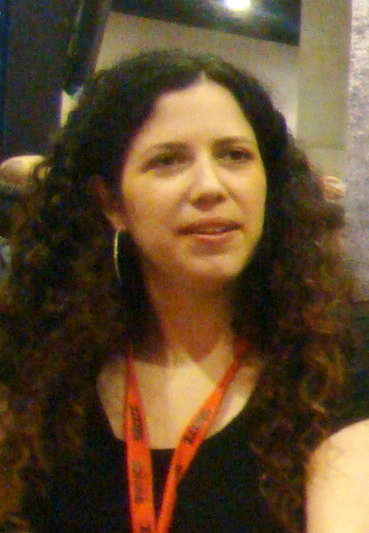
Автор сериала Мэгги Фридман посчитала, что ABC не дали шанса собрать аудиторию шоу

### Отзывы критиков
Сериал получил смешанные отзывы от критиков и не имел рейтинговых успехов, вследствие чего был закрыт после полутора месяцев показа. Уже после закрытия, издание The Times посчитало, что «Иствик», несмотря на свою недолговечность, может претендовать на статус культового сериала.

### Телевизионные рейтинги
Пилотному эпизоду принадлежит рекорд по наибольшей аудитории для телепрограммы сверхъестественной тематики с участием ведьм. 8,53 миллиона зрителей наблюдало премьеру в сентябре 2009 года. Ранее это место занимал сериал «Зачарованные», пилот которого в 1998 году привлек 7,70 миллионов зрителей. На второй неделе трансляции сериал потерял два миллиона зрителей, а на третьей неделе потерял ещё полтора миллиона. Сериал получил скорее международный успех. «Иствик» снискал популярность больше за рубежом, чем в США. В Великобритании каждая премьерная серия собирала от 100 до 200 тысяч зрителей.

#### Закрытие
9 ноября 2009 года ABC закрыл сериал после того как последний эпизод привлек лишь 4,60 миллионов зрителей. Автор сериала Мэгги Фридман позже выступила с критикой ABC, заявив, что они не дали ей завершить историю и выпустить в эфир наиболее яркие сюжетные ходы. Фридман позже создала сериал «Ведьмы Ист-Энда», который также является одной из немногочисленных драм о ведьмах.
После показа финального эпизода, в Интернете был проведен онлайн опрос по поводу продолжения съёмок. 54,5 % высказались «за». Несмотря на просьбы поклонников сериала и оставшиеся тайны, которые всплыли в финале первого сезона, телеканал ABC так и не заказал продолжение сериала. На этом, отчасти, сказалась Забастовка Гильдии сценаристов США, которая больше всего потрясла телекомпанию ABC

## Список эпизодов
| № | #  | Название                                                     | Дата показа в США | Зрители США (миллионы) |
| --- | -- | ------------------------------------------------------------ | ----------------- | ---------------------- |
| 1 | 1  | «Pilot» «Пилотная серия»                                     | 23 сентября 2009  | 8.53                   |
| Джоанна - скромный репортёр местной газеты, Кэт - заботливая мать и жена, Роксанна - эксцентричная художница. Эти три девушки живут в небольшом приморском городке Иствик. Из-за слухов и предвзятого отношения, они не очень любят друг друга. Всё коренным образом меняется, когда они случайно собираются в парке у фонтана и загадывают желания. После этого они не только сдружились, но и стали обладательницами странных способностей. В это же время в город приезжает таинственный незнакомец, Дэррил Ван Хорн, который знакомится с каждой из девушек поближе... |    |                                                              |                   |                        |
| 2 | 2  | «Reaping and Sewing» «Жатва и шитьё»                         | 30 сентября 2009  | 6.62                   |
| Город готовится в Ежегодному Фестивалю. Девушки становятся всё более странными. Рокси пытается уберечь дочь от преследований её бывшего дружка. Кэт решает повременить с разводом. Джоанна считает, что все романтические знаки внимания вызывает её способность к гипнозу. Они с Пэнни решают раскрыть «чёрную» тайну Дэррила... |    |                                                              |                   |                        |
| 3 | 3  | «Madams and Madames» «Госпожи и дамы»                        | 7 октября 2009    | 5.14                   |
| Преследуемая призраком парня её дочери, Рокси начинает сходить с ума. Дэррил предлагает Кэт хорошего адвоката для развода, но она решает дать мужу ещё один шанс. Что лишь ненадолго отсрочит неизбежное. Джоанна и Пэнни в поисках компромата натыкаются на что-то интересное,однако, не связанное с Дэррилом. |    |                                                              |                   |                        |
| 4 | 4  | «Fleas and Casserole» «Блохи и запеканка»                    | 14 октября 2009   | 5.09                   |
| По настоянию Дэррила, Рокси решает побольше разузнать о её новом соседе, Джейми. К Джоанне наведывается её бывший жених, бросивший её прямо у алтаря. Кэт всё-таки решает прибегнуть к помощи адвоката Дэррила. |    |                                                              |                   |                        |
| 5 | 5  | «Mooning and Crooning» «Лунная и поющая»                     | 21 октября 2009   | 4.93                   |
| Под влиянием редкого небесного события, Иствик "сходит с ума" за ночь - и наши дамы не жалеют об этом. У Кэт исполняется давняя фантазия - пение на рояле - в то время как Рокси и Миа попадают в неловкое затруднительное положение с Чадом и Джошем. Чувствуя давление со стороны редактора, Джоанна, с помощью Пенни, пишет в газете всю правду о Дерриле Ван Хорне. |    |                                                              |                   |                        |
| 6 | 6  | «Bonfire and Betrayal» «Костер и предательство»              | 28 октября 2009   | 5.02                   |
| 7 | 7  | «Red Ants and Black Widows» «Красные муравьи и чёрные вдовы» | 4 ноября 2009     | 4.60                   |
| 8 | 8  | «Paint and Pleasure» «Краска и удовольствие»                 | 25 ноября 2009    | 3.89                   |
| 9 | 9  | «Tasers and Mind Erasers»                                    | 2 декабря 2009    | 4.25                   |
| 10 | 10 | «Tea and Psychopathy» «Чай и психотерапия»                   | 16 декабря 2009   | 3.69                   |
| 11 | 11 | «Magic Snow and Creep Gene»                                  | 30 декабря 2009   | 3.26                   |